# Skogsbrynsbyn
Skogsbrynsbyn is een plaats in de gemeente Södertälje in het landschap Södermanland en de provincie Stockholms län in Zweden. De plaats heeft 164 inwoners (2005) en een oppervlakte van 7 hectare.